# Phanaeus quadridens
Phanaeus quadridens là một loài bọ cánh cứng trong họ Bọ hung (Scarabaeidae).